# НАТО интервенција у Босни и Херцеговини
Интервенција НАТО-а у Босни и Херцеговини била је низ акција које је НАТО предузео чији је циљ био успостављање „дугорочног мира” током и након рата у БиХ. Интервенција НАТО-а је почела као углавном политичка и симболична, али се постепено проширила на велике ваздушне операције и распоређивање око 60.000 војника у оквиру операције ИФОР-а.

## Рано укључивање и праћење
Умешаност НАТО-а у Босански рат и ратове у Југославији уопште почела је у фебруару 1992. године, када је алијанса издала саопштење позивајући све зараћене стране у сукобу да дозволе распоређивање мировних снага Уједињених нација. Иако првенствено симболична, ова изјава је утрла пут каснијим акцијама НАТО-а.
Дана 10. јула 1992. године, на састанку у Хелсинкију, министри иностраних послова НАТО-а сложили су се да помогну Уједињеним нацијама у праћењу поштовања санкција успостављених резолуцијама 713 (1991) и 757 (1992) Савета безбедности Уједињених нација. Ово је довело до почетка Операције Маритајм Монитор код обале Црне Горе, која је 16. јула координирана са Западноевропском унијом, операцијом Оштра стража у Отрантском мореузу. Веће сигурности је 9. октобра 1992. године донело Резолуцију 781, којом је успостављена зона забране летова изнад Босне и Херцеговине. Као одговор, 16. октобра, НАТО је проширио своју мисију у тој области на операцију Скај Монитор, која је надгледала ваздушни простор Босне за летове из Савезне Републике Југославије.

## Спровођење усклађености 1992—1993.
Савет безбедности је 16. новембра 1992. године издао Резолуцију 787, којом је позвао државе чланице да „зауставе сву унутрашњу и одлазну поморску пловидбу како би извршили инспекцију и верификацију свог терета” како би се обезбедило поштовање санкција. Као одговор на ову резолуцију, НАТО је 22. новембра деактивирао Маритајм Монитор и заменио га операцијом Поморска стража, према којој су снаге НАТО-а биле овлашћене да заустављају бродове и прегледају њихов терет. За разлику од Скај Монитора и Маритајм Монитора, ово је била права мисија спровођења, а не само надзорна.
Ваздушна мисија НАТО-а такође је прешла са надгледања на спровођење. Савјет безбедности је издао Резолуцију 816, којом је овластио државе да користе мере „како би осигурале поштовање” зоне забране летова изнад Босне. Као одговор, НАТО је 12. априла 1993. покренуо операцију Спречити лет која је имала задатак да успостави зону забране летова, користећи борбене авионе базиране у региону.
Током 1993. године, улога НАТО снага у Босни постепено је расла. НАТО и УН су се 10. јуна 1993. договорили да ће авиони пружити блиску ваздушну подршку УНПРОФОР-у на захтев УН. НАТО је 15. јуна интегрисао операцију Поморска стража и поморске активности Западноевропске уније у региону у операцију Оштра стража и проширио своју улогу да укључи већа овлашћења за спровођење.

## Растућа улога ваздушних снага 1994. године
Дана 28. фебруара 1994. године, обим ангажмана НАТО-а у Босни драматично се повећао. У инциденту код Бањалуке, НАТО ловци су оборили четири српска авиона. Ово је била прва борбена операција у историји НАТО-а и отворила је врата за стално растуће присуство НАТО-а у Босни. У априлу, присуство НАТО ваздушних снага наставило је да расте током српског напада на Горажде. Као одговор, НАТО је покренуо своју прву мисију блиске ваздушне подршке 10. априла 1994, бомбардујући неколико српских циљева на захтев команданата УН. НАТО је покренуо неколико других ограничених ваздушних напада током године, не делујући у координацији са Уједињеним нацијама.

## Операције 1995. и операција Намерна сила
НАТО је наставио ваздушне операције изнад Босне у првој половини 1995. године. Током овог периода, амерички пилот Скот О`Грејди оборен је изнад Босне ракетом земља-ваздух коју су испалили војници босанских Срба. На крају је безбедно спашен, али је његово обарање изазвало забринутост у Сједињеним Државама и другим земљама НАТО-а око ваздушне надмоћи НАТО-а у Босни и подстакло неке позиве на агресивнију акцију НАТО-а како би се елиминисали српски противваздушни капацитети.

### Сребреница и Лондонска конференција
У јулу 1995. године босански Срби су покренули напад на босански град Сребреницу, који је завршио смрћу више од 5 хиљада цивила у масакру у Сребреници. Након догађаја у Сребреници, 16 нација се састало на Лондонској конференцији, која је почела 21. јула 1995. године, да размотри нове опције за Босну. Као резултат конференције, генерални секретар УН Бутрос Бутрос-Гали дао је генералу Бернару Жанвијеу, војном команданту УН, овлашћење да захтева ваздушне нападе НАТО-а без консултација са цивилним званичницима УН, као начин да се поједностави процес. Као резултат конференције, Северноатлантски савет и УН су се такође сложили да искористе ваздушне нападе НАТО-а као одговор на нападе на било које од других сигурних зона у Босни. Учесници конференције су се такође начелно сложили са употребом НАТО ваздушних удара великих размера као одговор на будуће потезе Срба.

### Операција Намерна сила
Након Лондонске конференције, НАТО је планирао нову агресивну ваздушну кампању против босанских Срба. Српске снаге су 28. августа 1995. испалиле минобацачку гранату на сарајевску пијацу у којој је погинуло 37 људи. Адмирал Лејтон Смит, командант НАТО-а, узео је то за разлог да НАТО покрене узвратне ваздушне нападе у оквиру операције Намерна сила. НАТО је 30. августа 1995. званично покренуо операцију Намерна сила са великим бомбардовањем српских циљева. Бомбардовање је трајало до 20. септембра 1995. и укључивало је нападе на 338 појединачних циљева.

## Дејтонски споразум и ИФОР
Углавном као резултат бомбардовања у оквиру операције Намерна сила и промена у ситуацији на бојном пољу, зараћене стране у Босанском рату састале су се у Дејтону, Охајо, новембра 1995. и потписале Дејтонски споразум, мировни споразум. Као део споразума, НАТО је пристао да обезбеди 60.000 мировних снага за регион, као део Имплементационих снага (ИФОР). У децембру 1995. године, у оквиру операције ИФОР-а, НАТО је распоредио ове снаге. Ове снаге су остале распоређене до децембра 1996. године, када су оне преостале у региону пребачене у Стабилизацијске снаге (СФОР). Мировне снаге СФОР-а остале су у Босни до 2004. године.